# Суонтон, Джон
Джон Рид Суонтон (англ. John Reed Swanton; 19 февраля 1873 — 2 мая 1958) — американский антрополог, фольклорист и лингвист, изучавший индейцев США, в особенности индейские языки и культуры Юго-Востока и Северо-Запада США.
Возглавлял комиссию, учреждённую Конгрессом США, занимавшуюся реконструкцией пути экспедиции Эрнандо де Сото 1539—1543 гг. Отчёт о работе комиссии был опубликован в 1939 году. Также известен как разоблачитель подделки — «грамматики» языка таэнса.
Член Национальной академии наук США (1932).